# Четвертинский (хутор)
Четверти́нский — хутор в Верхнедонском районе Ростовской области.
Входит в состав Шумилинского сельского поселения.

## Население
| 1989 | 2002 | 2010 |
| ---- | ---- | ---- |
| 95   | ↘64  | ↘45  |

## Улицы
На хуторе имеется одна улица: Четвертинская.